# Підхвістя

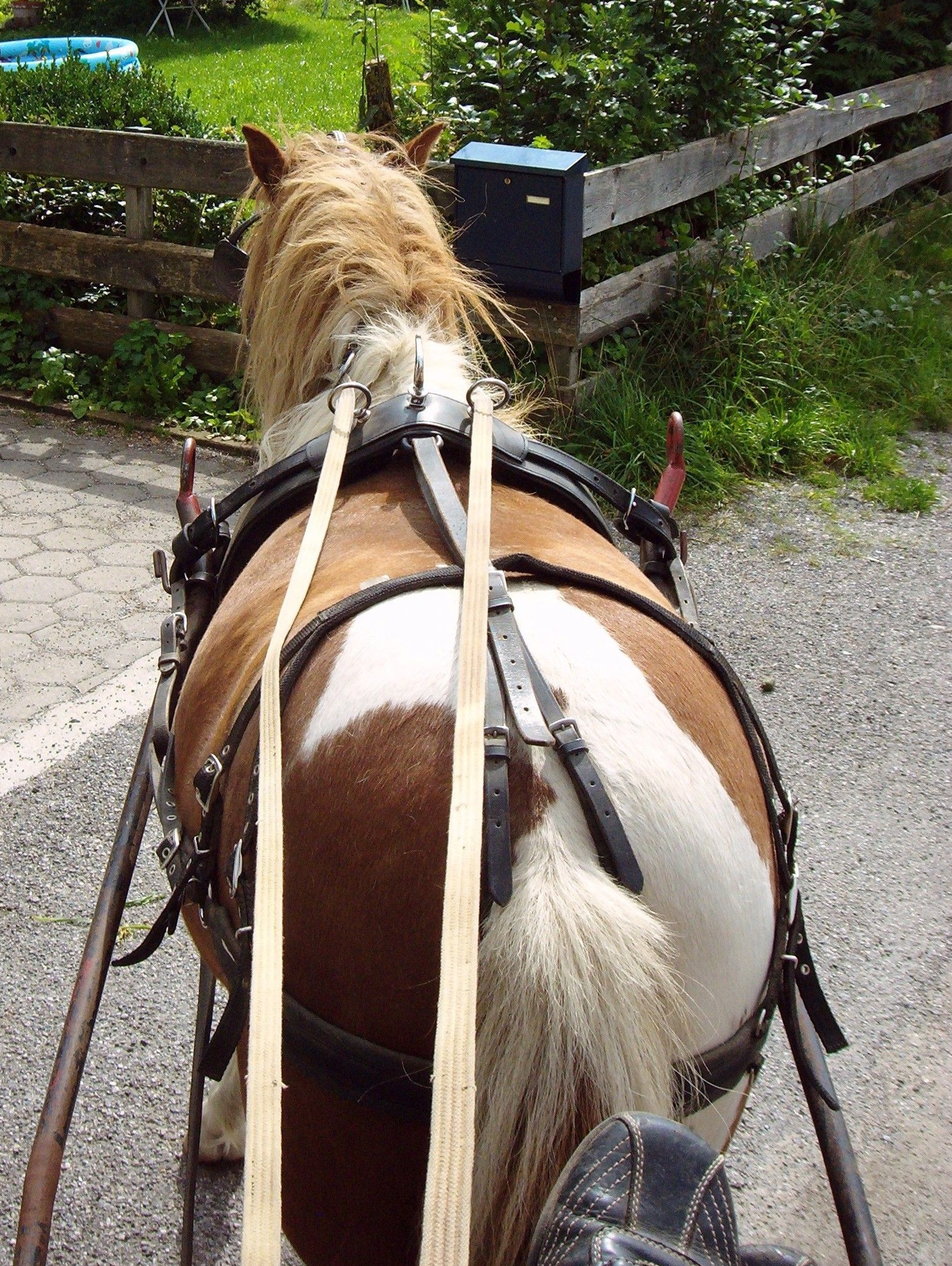
Підхвістя упряжного коня, прикріплене до сіделка

Підхві́стя — елемент верхової і упряжної збруї — ремінець, що йде під хвостом коня. Запобігає зсуванню сідла (в упряжних коней сіделка) допереду. Складається з петлі (власне підхвістя) і регульованого ременя (підхвістного або заднього ременя), що йде від хвоста над крупом і з'єднує підхвістя зі сідлом (сіделком).
Підхвістя у збруї для верхової їзди застосовується, коли низького у холці коня доводиться використовувати на пересіченій місцевості (зокрема, під час їзди вниз по схилах). Також підхвістя корисне у випадку використовування кінських сідел на мулах, на плоских спинах яких вони мають тенденцію сповзати допереду.
В упряжних коней підхвістя — елемент упряжі, що запобігає зсуванню допереду сіделка і наритників.